# Muskovit
Muskovit (auch Muskowit, Tonerdeglimmer, Katzensilber, Antonit, Frauenglas, Kaliglimmer) ist ein sehr häufig vorkommendes Mineral aus der Glimmergruppe innerhalb der Mineralklasse der „Silikate und Germanate“. Er kristallisiert je nach Modifikation im monoklinen oder trigonalen Kristallsystem mit der allgemeinen chemischen Zusammensetzung KAl2[(OH,F)2|AlSi3O10]. Strukturell gehört das Mineral zu den Schichtsilikaten.
Muskovit entwickelt meist tafelige, blättrige, schuppige Kristalle, aber auch massige Aggregate in gelblicher, bräunlicher, rötlicher oder grünlicher Farbe. Auch farblose Kristalle sind bekannt. Seltener, dafür aber in metergroßen Kristallen, tritt Muskovit auch pseudohexagonal auf, das heißt die Kristallform zeigt durch Zwillingsbildung eine scheinbar hexagonale Symmetrie.
Seine Spaltbarkeit ist sehr vollkommen und die Spaltblätter sind elastisch biegsam. Diese Eigenschaft, die er mit den Dunkelglimmern (Biotit) gemeinsam hat, kann Gesteinen eine schieferige Struktur verleihen.

## Etymologie und Geschichte
Muskovit bedeutet so viel wie Moskauischer Stein oder auch russischer Stein und war im Deutschen des 18. und 19. Jahrhunderts als „Russisches Glas“ bekannt. Diese Bezeichnung wurde aus dem Englischen Muscovy glass übernommen und 1794 durch Richard Kirwan geprägt.
Die Verwendung des Minerals als Glas war zwar schon im Altertum bekannt, allerdings kam es vor allem in Russland in großen, grobblättrigen Aggregaten vor und wurde unter anderem zur Verglasung von Fenstern und Heiligenbildern verwendet. Durch seine Hitzebeständigkeit eignete es sich auch sehr gut als Schutzglas für Ofenfenster.
Den bis heute gültigen Namen Muskovit (englisch Muscovite) prägte 1850 James Dwight Dana.
Im Altertum wurde das Mineral auch als „Spiegelstein“ (lateinisch lapis specularis) bezeichnet, allerdings besteht bei diesem Synonym Verwechslungsgefahr mit den ebenfalls so bezeichneten Mineralen Hämatit (Specularit  = „Spiegelstein“) und Marienglas (Varietät von Gips).

## Klassifikation
Bereits in der veralteten 8. Auflage der Mineralsystematik nach Strunz gehörte der Muskovit zur Mineralklasse der „Silikate und Germanate“ und dort zur Abteilung der „Schichtsilikate (Phyllosilikate)“, wo er zusammen mit Aluminoseladonit, Glaukonit, Paragonit, Roscoelith und Seladonit die „Muskovit-Reihe“ mit der System-Nr. VIII/E.05a bildete.
Im zuletzt 2018 überarbeiteten und aktualisierten Lapis-Mineralienverzeichnis nach Stefan Weiß, das sich im Aufbau noch nach dieser alten Form der Systematik von Karl Hugo Strunz richtet, erhielt das Mineral die System- und Mineral-Nr. VIII/H.10-070. In der „Lapis-Systematik“ entspricht dies ebenfalls der Abteilung „Schichtsilikate“. Muskovit bildet hier zusammen mit Seladonit die „Seladonit-Muskovit-Reihe (Phengite)“ mit der System-Nr. VIII/H.10 und den weiteren Mitgliedern Aluminoseladonit, Boromuskovit, Chromphyllit, Chromseladonit, Ferroaluminoseladonit, Ferroseladonit, Ganterit, Nanpingit, Paragonit, Roscoelith und Tobelith innerhalb der von H.10 bis H.13 reichenden „Glimmergruppe“.
Auch die von der International Mineralogical Association (IMA) zuletzt 2009 aktualisierte 9. Auflage der Strunz’schen Mineralsystematik ordnet den Muskovit in die Abteilung der „Schichtsilikate“ ein. Diese ist allerdings weiter unterteilt nach der Struktur der Schichten, so dass das Mineral entsprechend seinem Aufbau in der Unterabteilung „Schichtsilikate (Phyllosilikate) mit Glimmertafeln, zusammengesetzt aus tetraedrischen und oktaedrischen Netzen“ zu finden ist, wo es als alleiniger Namensgeber die „Muskovitgruppe“ mit der System-Nr. 9.EC.15 und den weiteren Mitgliedern Aluminoseladonit, Boromuskovit, Chernykhit, Chromphyllit, Chromseladonit, Ferriseladonit (H), Ferroaluminoseladonit (Rn), Ferroseladonit, Ganterit, Glaukonit (Mineralgruppe), Montdorit (Rd), Muskovit, Nanpingit, Paragonit, Phengit (Mineralgruppe), Roscoelith, Seladonit, Tainiolith, Tobelith, Voloshinit bildet.
Die vorwiegend im englischen Sprachraum gebräuchliche Systematik der Minerale nach Dana ordnet den Muskovit in die Klasse der „Silikate und Germanate“ und dort in die Abteilung der „Schichtsilikatminerale“ ein. Auch hier ist er in der „Glimmergruppe (Muskovit-Untergruppe)“ mit der System-Nr. 71.02.02a innerhalb der Unterabteilung „Schichtsilikate: Schichten von sechsgliedrigen Ringen mit 2:1-Lagen“ zu finden.

## Kristallstruktur
Muskovit kristallisiert polytyp in monokliner Symmetrie, die als Muskovit-1M, Muskovit-2M1 und Muskovit-2M2 bezeichnet werden, sowie in trigonaler Symmetrie mit der Bezeichnung Muskovit-3T und in trikliner Symmetrie mit der Bezeichnung Muskovit-2A.
| Polytyp      | Kristallsystem | Raumgruppe                           | Gitterparameter und Formeleinheiten pro Elementarzelle (Z)                          |
| ------------ | -------------- | ------------------------------------ | ----------------------------------------------------------------------------------- |
| Muskovit-1M  | monoklin       | C2/m (Nr. 12)                        | a = 5,21 Å; b = 8,99 Å; c = 10,27 Å und β = 101,6° sowie Z = 2                      |
| Muskovit-2M1 | monoklin       | C2/c (Nr. 15)                        | a = 5,20 Å; b = 9,03 Å; c = 20,11 Å und β = 95,8° sowie Z = 4                       |
| Muskovit-2M2 | monoklin       | C2/c (Nr. 15)                        | a = 8,96 Å; b = 5,17 Å; c = 20,31 Å und β = 100,7° sowie Z = 4                      |
| Muskovit-3T  | trigonal       | P3112 (Nr. 151) oder P3121 (Nr. 152) | a = 5,21 Å und c = 29,8 Å sowie Z = 3                                               |
| Muskovit-2A  | triklin        | C1 (Nr. 2, Stellung 3)               | a = 5,19 Å; b = 9,01 Å; c = 20,04 Å; α = 90,0°; β = 95,7° und γ = 90,0° sowie Z = 4 |

## Modifikationen und Varietäten
Muskovit ist eine Sammelbezeichnung für die Modifikationen:
- Muskovit-2M1 – monoklin-prismatisch – 2/m (C2h)
- Muskovit-1M, auch Muskovit-2Md – monoklin
- Muskovit-3T – trigonal

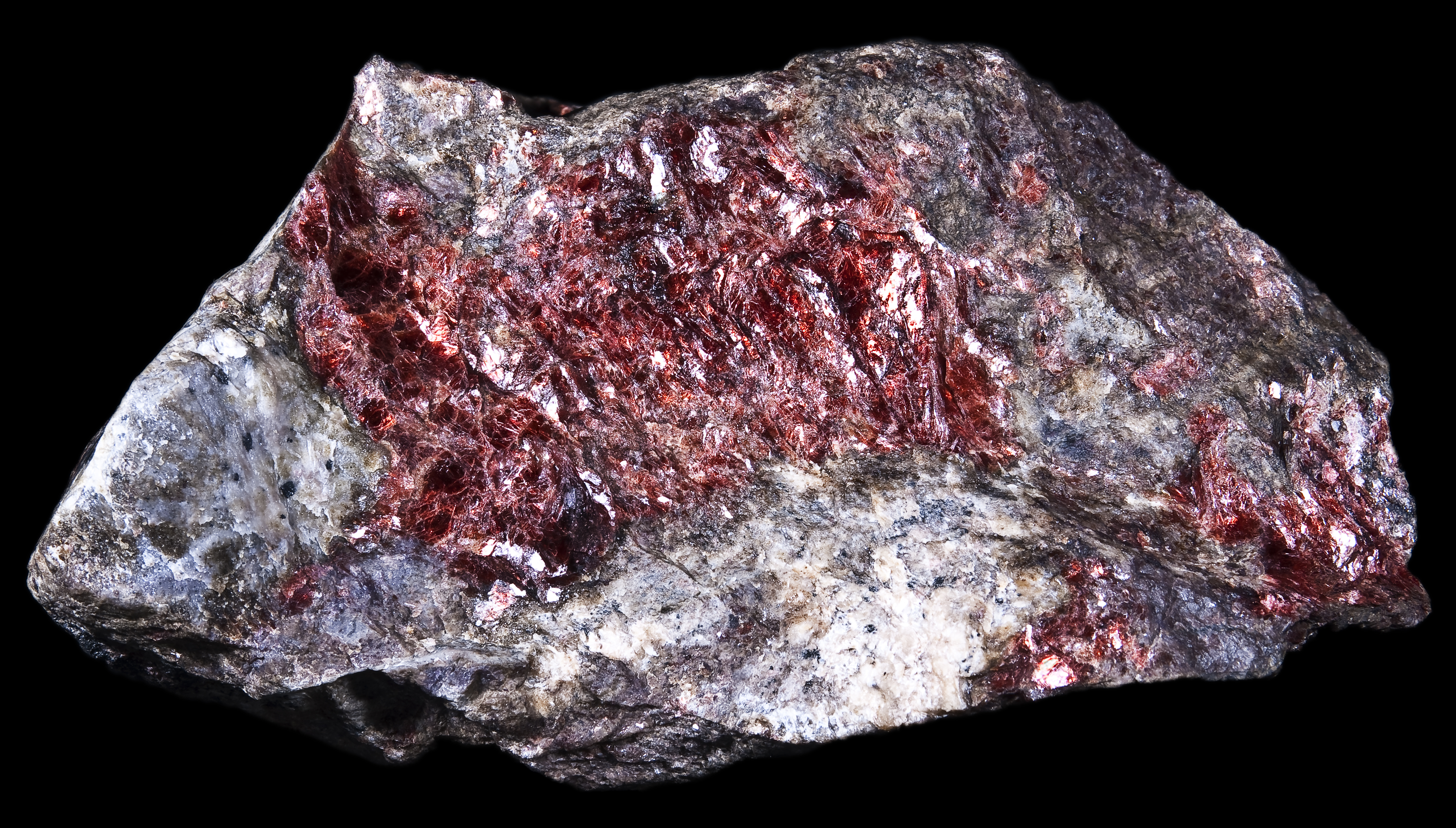
Roter Alurgit

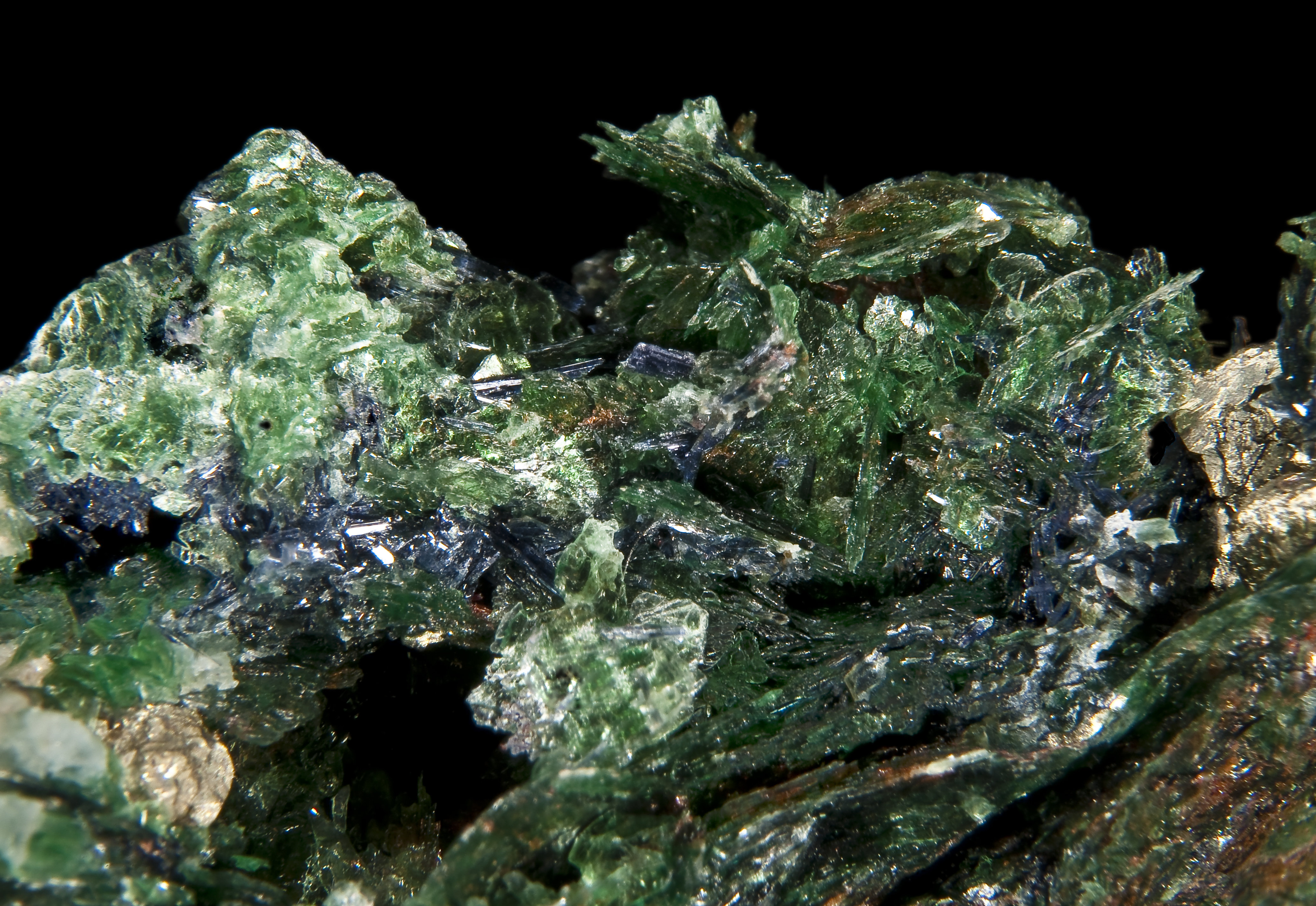
Varietät Fuchsit mit Glaukophan

Folgende Varietäten sind bisher bekannt
- Alurgit – rot durch Einlagerung von Mangan
- Astrolith – weiß bis gelb
- Damourit – Pseudomorphose nach Topas oder Korund
- Fuchsit – durch einen geringen Chromanteil (1 bis 5 %) schuppiges, grünschillerndes Aggregat (benannt nach dem Chemiker und Mineralogen Johann Nepomuk von Fuchs[3])
- Gilbertit – massiges Aggregat
- Margarodit – enthält Natrium und Calcium
- Mariposit – enthält bis zu einem Prozent Chrom
- Phengit – stark kieselsäurehaltig
- Pinit – Pseudomorphose nach Cordierit[14]
- Pinitoid – Pseudomorphose nach Kalifeldspat[14]
- Serizit (auch Sericit) – Feinkörniges bzw. feinschuppiges Muskovit- oder auch Paragonit-Aggregat (Korngröße < 0,1 mm)

## Bildung und Fundorte
Muskovit ist ein wichtiges gesteinsbildendes Mineral und bildet sich durch Metamorphose vor allem in Glimmerschiefer oder Gneis, aber auch magmatisch in Granit oder Pegmatit, wo es Kristalle von bis zu 5 Metern und 85 Tonnen bilden kann, wie sie unter anderem in der „Inikurti-Mine“ bei Nellore in Indien zutage traten. Er kommt in vielen sauren Tiefengesteinen und kristallinen Schiefern vor, jedoch nicht in Ergussgesteinen. Verwittert er, so entsteht durch Abgabe von Kalium ein Tonmineral, das Illit oder Hydromuskovit genannt wird. Als Begleitminerale treten unter anderem Alkalifeldspate und Plagioklase, Biotit, Quarz, Topas und Turmalin sowie Erzminerale wie Spodumen, Amblygonit, Kassiterit und Tantalit-(Mn) auf.
Muskovit ist weltweit an vielen Orten anzutreffen, wobei insgesamt bisher rund 32.500 Fundorte dokumentiert sind (Stand: 2023).
In Deutschland fand man das Mineral unter anderem an vielen Orten im Bayerischen Wald (Bodenmais, Drachselsried, Vilshofen), in der Eifel (Ettringen, Niedermendig, Niederzissen), im Eppsteiner Schiefer des Vordertaunus, im Erzgebirge (Ehrenfriedersdorf, Freiberg, Oberlausitz), im Fichtelgebirge (Tröstau, Weißenstadt), im Harz (Bad Harzburg), in der Münchberger Gneismasse, im Oberpfälzer Wald (Waidhaus), im Odenwald (Reichelsheim), im Schwarzwald (Hornberg, Wittichen), im Siegerland, im Spessart, im Thüringer Wald (Gottlob, Henneberg) und im Vogtland (Lengenfeld).
In Österreich konnte Muskovit bisher vor allem in Kärnten (Hüttenberg, Gurktaler Alpen, Hohe Tauern), Salzburg (Nassfeldtal, Habachtal, Untersulzbachtal), der Steiermark (Fischbacher Alpen, Koralpe) und Tirol (Kalstal, Zemmgrund, Zillertal) gefunden werden.
In der Schweiz wurde das Mineral vor allem in den Kantonen Graubünden (Vorder- und Hinterrheintal), Tessin (Valle Maggia, Valle Leventina) und Wallis (Binntal) gefunden.
Gut ausgebildete Kristallstufen von bis zu 10 Zentimetern Größe kennt man auch aus den Alabashka-Pegmatiten bei Murzinka (Oblast Swerdlowsk) im Ural.

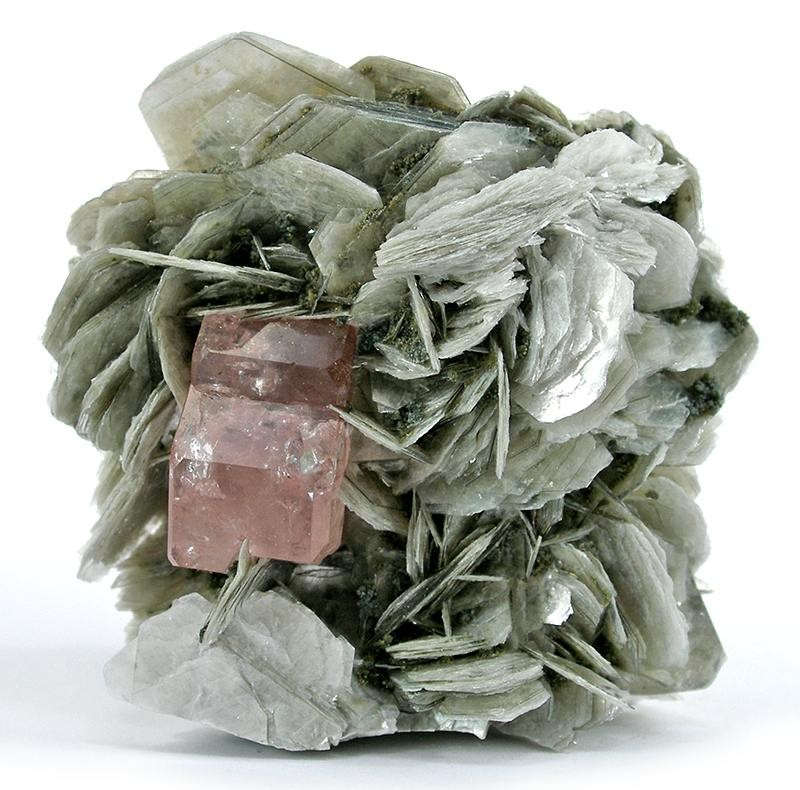
Rosa Apatit auf blättrigem Muskovit aus Chumar Bakhoor, Hunzatal, Pakistan (Größe 5,4 cm × 5,1 cm × 3,9 cm)
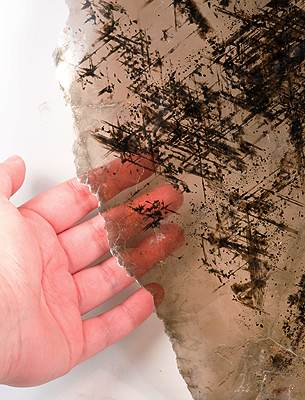
Fast durchsichtige Muskovitscheibe mit Hämatit-Einschlüssen aus Chandler’s Hollow, Delaware (Gesamtgröße 32,0 cm × 22,9 cm × 0,2 cm)
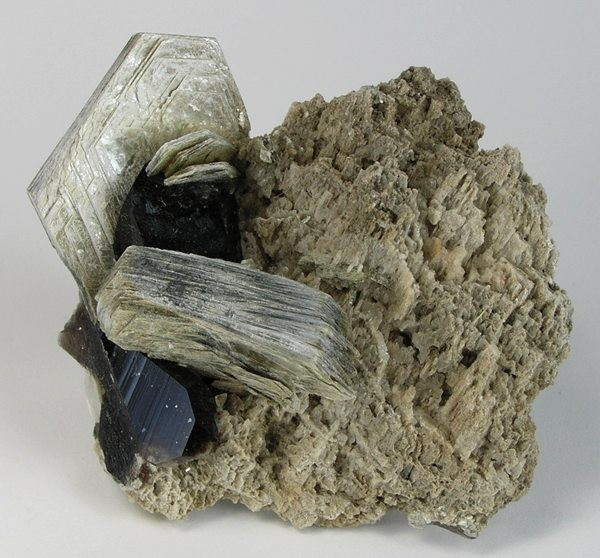
Rauchquarz und Muskovit auf Mikroklin aus der „Little Three Mine“, San Diego County, Kalifornien (Größe 6,8 cm × 6,8 cm × 2,4 cm)

## Verwendung

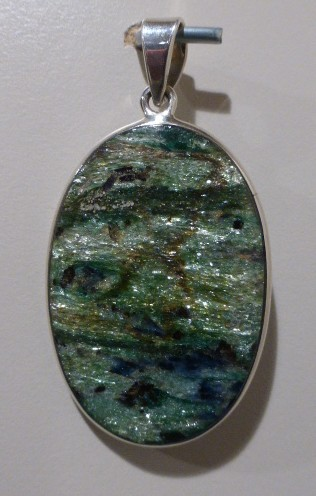
Fuchsit-Anhänger

Muskovit ist wegen seiner guten Wärme- und elektrischen Isolation ein wichtiger Rohstoff in der technischen Industrie. Früher wurde er auch oft für hitzebeständige Ofenfenster und in Russland für Verglasungen (Moskauer Glas) verwendet.
Fein vermahlen dient er (auch mit anderen Glimmerarten) als Füllstoff und zur inneren Verstärkung von Beschichtungssystemen. Füllstoffe auf Basis Muskovit-Glimmer haben einen weiten Bereich an Partikelgrößen, der von 0,001 mm bis zu 0,5 mm reicht.
In der Kosmetik findet der Muskovit zusammen mit dem Biotit Verwendung in Lippenstiften und anderen Kosmetika, um einen langanhaltenden Glanz zu gewähren.
Die Varietät Fuchsit (Chrom-Muskovit) diente in der Malerei als grünes Pigment und ist durch die Verwendung bei indianischen Kunstgegenständen aus Guatemala bekannt. Sie wird auch zu Schmuckstücken verarbeitet.